# District municipal de Bekwai
Le district municipal de Bekwai est apparu le 12 novembre 2003 à la suite de la partition du district d’Amansie centre, au Ghana.